# Portlandia proctorii
Portlandia proctorii är en måreväxtart som först beskrevs av Annette Aiello, och fick sitt nu gällande namn av Piero G. Delprete. Portlandia proctorii ingår i släktet Portlandia, och familjen måreväxter. Inga underarter finns listade i Catalogue of Life.